# Эшборн — Франкфурт 2023
62-й выпуск  Эшборн — Франкфурт — шоссейной однодневной велогонки по дорогам Германии. Гонка прошла 1 мая 2023 года в рамках Мирового тура UCI 2023. Победу одержал датский велогонщик Сёрен Краг Андерсен.

## Участники
В гонке приняли участие 19 команд: 10 команд категории UCI WorldTeam и 9 профессиональных континентальных команд.
| UCI WorldTeams (10)- Alpecin-Deceuninck - Bahrain Victorious - Bora-Hansgrohe - Cofidis - EF Education-EasyPost - Intermarché-Circus-Wanty - Arkéa-Samsic - Team DSM - Team Jayco AlUla - UAE Team Emirates UCI ProTeams (9)- Bingoal WB - Burgos-BH - Green Project-Bardiani CSF-Faizanè - Israel-Premier Tech - Lotto Dstny - Q36.5 Pro Cycling Team - Team Flanders-Baloise - TotalEnergies - Uno-X Pro Cycling Team |
| |

## Ход гонки
В начале гонки ситуация была не напряженной, но всё начало меняться за 90 километров до финиша. На подъеме Маммольшайнер-Берг (2,3 км средним градиентом 8,3 %) установился высокий темп, а на следующем, более крутом подъеме Фельдберг (7,6 км при 6,5 %), команды активно работали в группе. На этом подъеме были догнаны последние беглецы, а из оставшейся группы выбыли Джон Дегенкольб, Фил Баухаус, Йеспер Филипсен и прошлогодний победитель Сэм Беннетт.
Продолжались атаки, и некоторое время Мартин Марчеллузи из команды Green Project — Bardiani CSF — Faizanè был впереди. Он оторвался от преследователей на одну минуту, но это не было достаточно, чтобы остаться недосягаемым. Преследователи не спешили догонять его, особенно учитывая, что итальянец потратил много сил на подъеме Маммольшайнер, где наклоны достигали 23 %.
Далее атаку предпринял Марк Хирши, в результате чего пелотон снова развалился. Позже Хирши поймал Марчеллузи, а затем сформировалась группа гонщиков — Марчеллузи, Лоренцо Рота, Георг Циммерманн, Сорен Краг Андерсен, Патрик Конрад, Стиви Уильямс, Бен Херманс, Георг Штайнхаузер и Алессандро Фидели.
За 5 километров до финиша разница между отрывом и пелотоном составила полминуты. При этом лидеры до конца смогли сохранить преимущество, а сильнейшим стал датчанин Сорен Краг Андерсен.

## Результаты
| \| Генеральная классификация \| Генеральная классификация \| Генеральная классификация \| Генеральная классификация \| Генеральная классификация \| \| Гонщик \| Гонщик \| Команда \| Время \| \| \| ------------------------- \| ------------------------- \| ---------------------------------- \| ------------------------- \| ------------------------- \| \| 1-й \| Сёрен Краг Андерсен \| Alpecin-Deceuninck \| 4ч 51' 27 \| \| \| 2-й \| Патрик Конрад \| Bora-Hansgrohe \| + 0 \| \| \| 3-й \| Алессандро Федели \| Q36.5 Pro Cycling Team \| + 0 \| \| \| 4-й \| Марк Хирши \| UAE Team Emirates \| + 0 \| \| \| 5-й \| Лоренцо Рота \| Intermarché-Circus-Wanty \| + 0 \| \| \| 6-й \| Георг Штайнхаузер \| EF Education-EasyPost \| + 0 \| \| \| 7-й \| Георг Циммерман \| Intermarché-Circus-Wanty \| + 0 \| \| \| 8-й \| Стивен Уильямс \| Israel-Premier Tech \| + 0 \| \| \| 9-й \| Бен Херманс \| Israel-Premier Tech \| + 0 \| \| \| 10-й \| Мартин Марселлуси \| Green Project-Bardiani CSF-Faizanè \| + 3 \| \| |                     |                                    |           |
| |                     |                                    |           |
| Источник: ProCyclingStats |                     |                                    |           |
| Генеральная классификация |                     |                                    |           |
| Гонщик | Гонщик              | Команда                            | Время     |
| 1-й | Сёрен Краг Андерсен | Alpecin-Deceuninck                 | 4ч 51' 27 |
| 2-й | Патрик Конрад       | Bora-Hansgrohe                     | + 0       |
| 3-й | Алессандро Федели   | Q36.5 Pro Cycling Team             | + 0       |
| 4-й | Марк Хирши          | UAE Team Emirates                  | + 0       |
| 5-й | Лоренцо Рота        | Intermarché-Circus-Wanty           | + 0       |
| 6-й | Георг Штайнхаузер   | EF Education-EasyPost              | + 0       |
| 7-й | Георг Циммерман     | Intermarché-Circus-Wanty           | + 0       |
| 8-й | Стивен Уильямс      | Israel-Premier Tech                | + 0       |
| 9-й | Бен Херманс         | Israel-Premier Tech                | + 0       |
| 10-й | Мартин Марселлуси   | Green Project-Bardiani CSF-Faizanè | + 3       |